# Foden
Foden era una compañía británica de fabricación de camiones y autobuses que se creó en Elworth, cerca de Sandbach, en 1856. En 1980, Paccar adquirió la compañía y en 2006 dejó de utilizar el nombre comercial de la marca.

## Historia

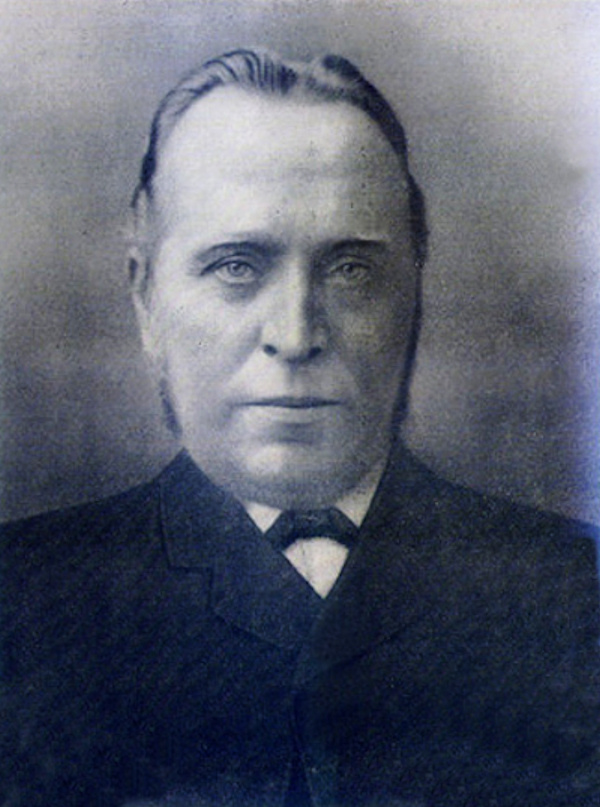
Edwin Foden (1841-1911), cuyo nombre utilizó la banda Foden's Motos Works Band

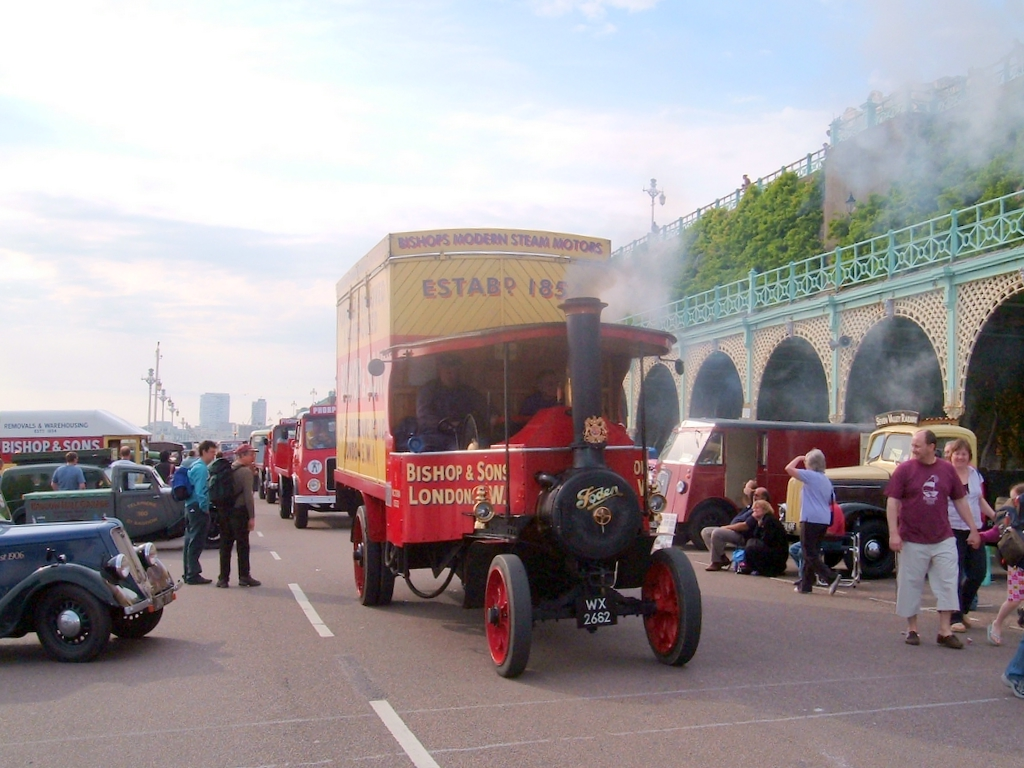
Camión de vapor Foden, 1930

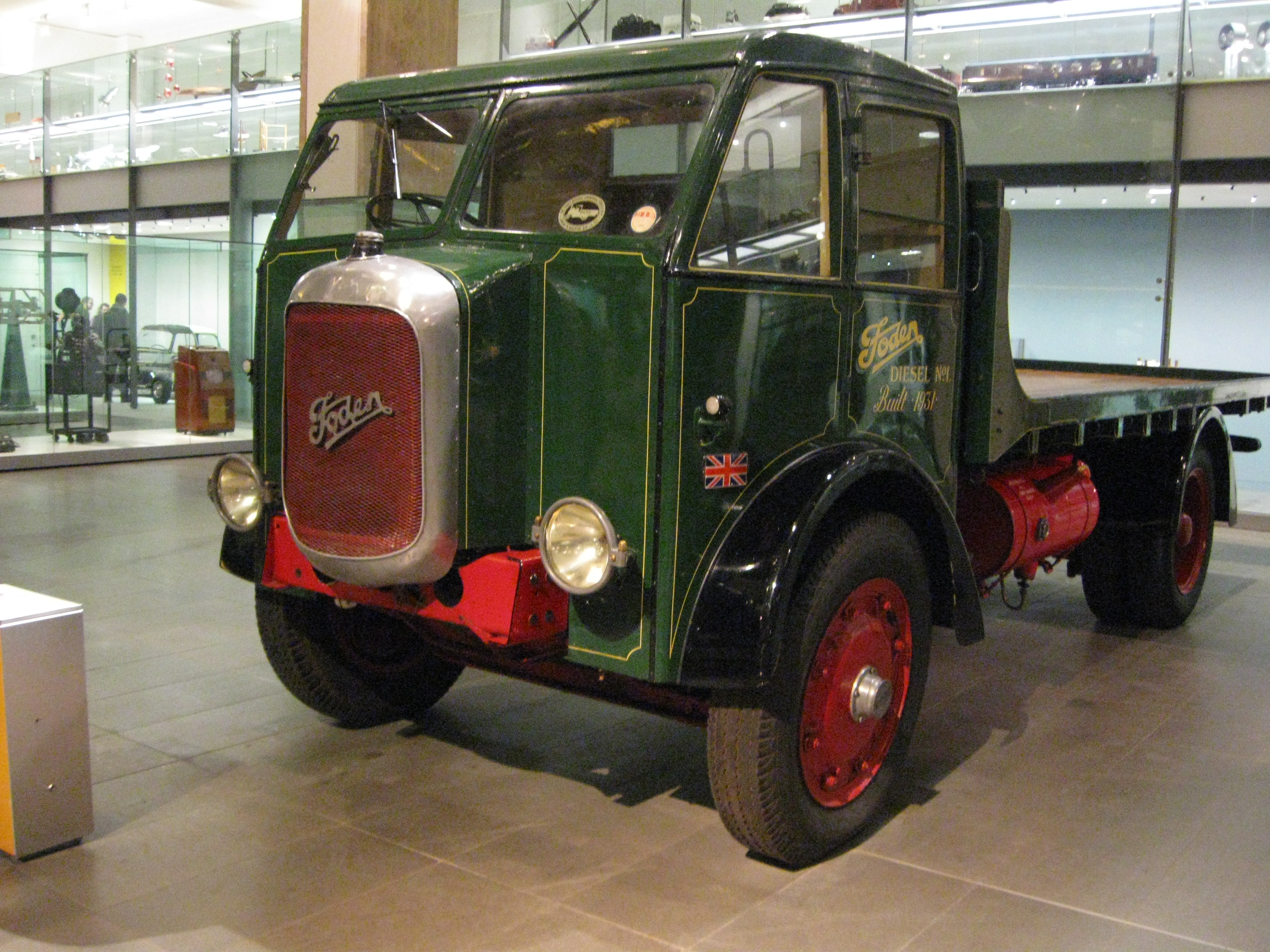
Foden F1 1931 diésel, expuesto en el Museo de Ciencias de Londres

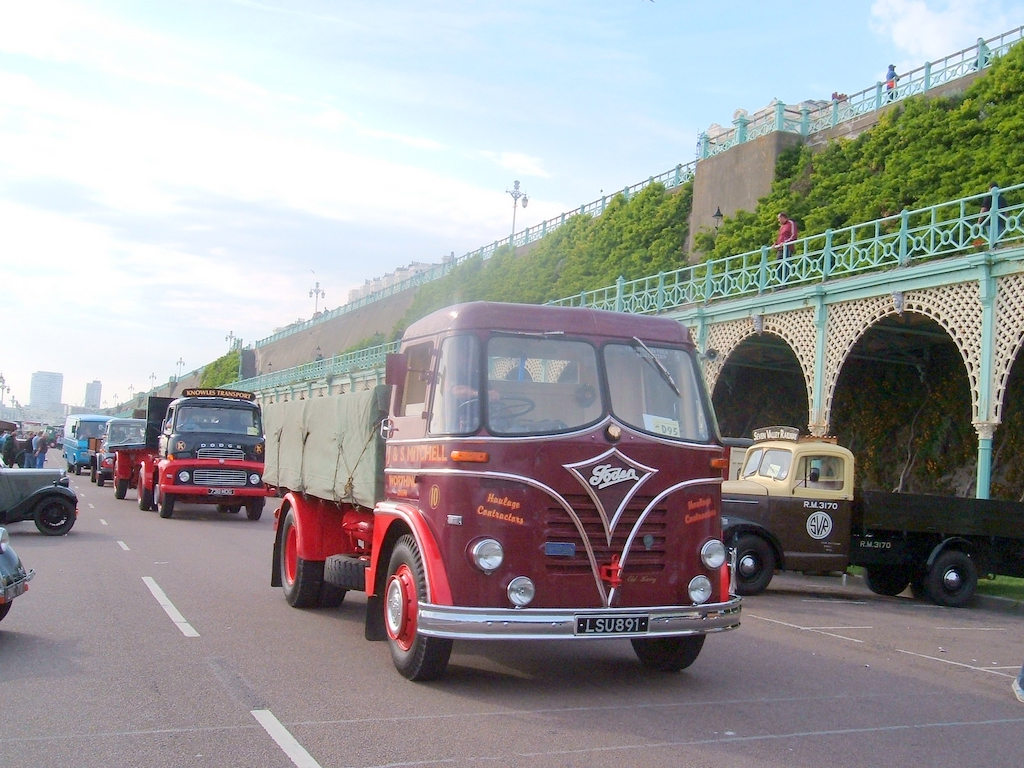
Foden S20 dropside de 1959

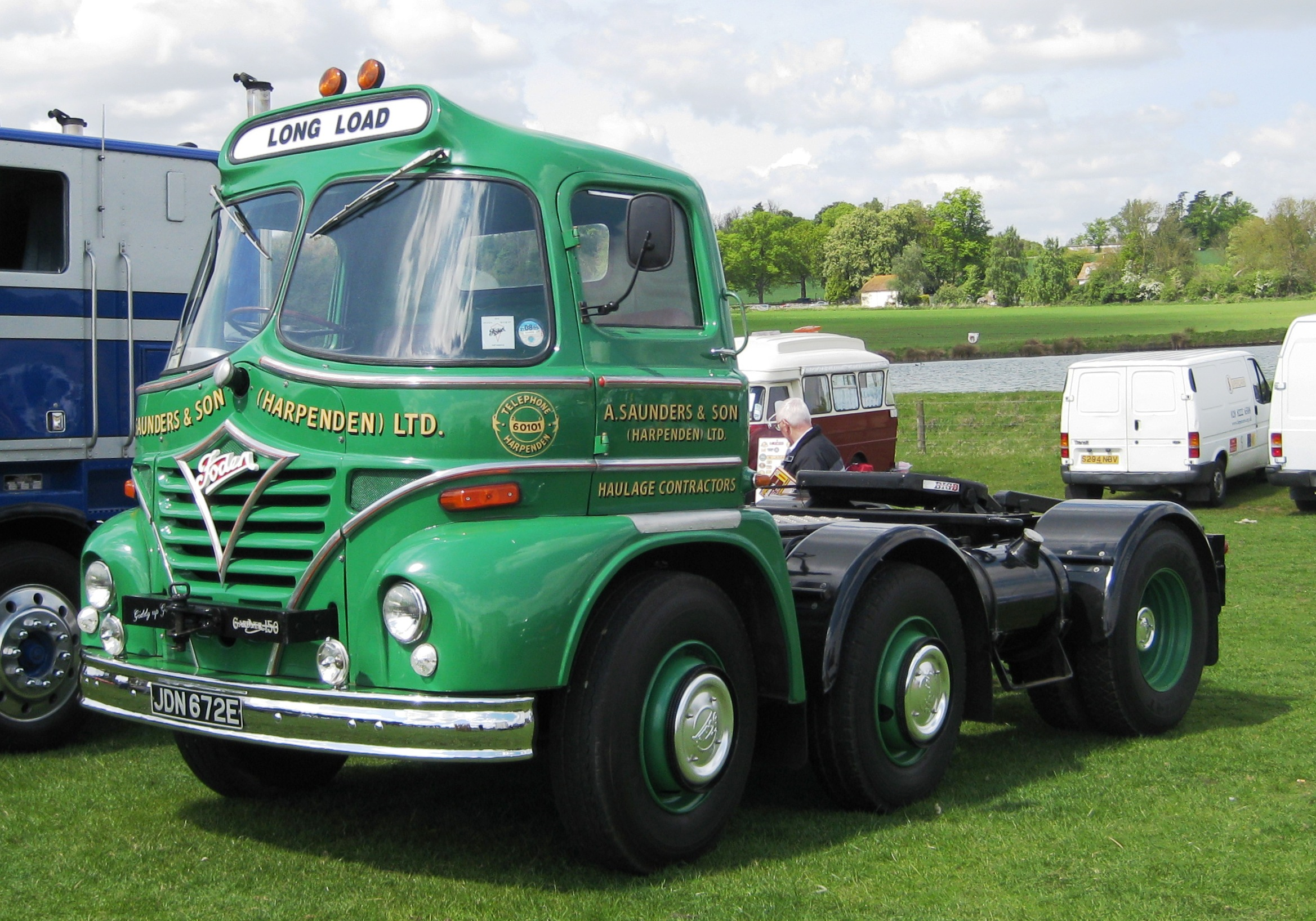
Tractocamión Foden S21 – DAX6/32 6x2 Tracción de doble dirección, JDN 672E

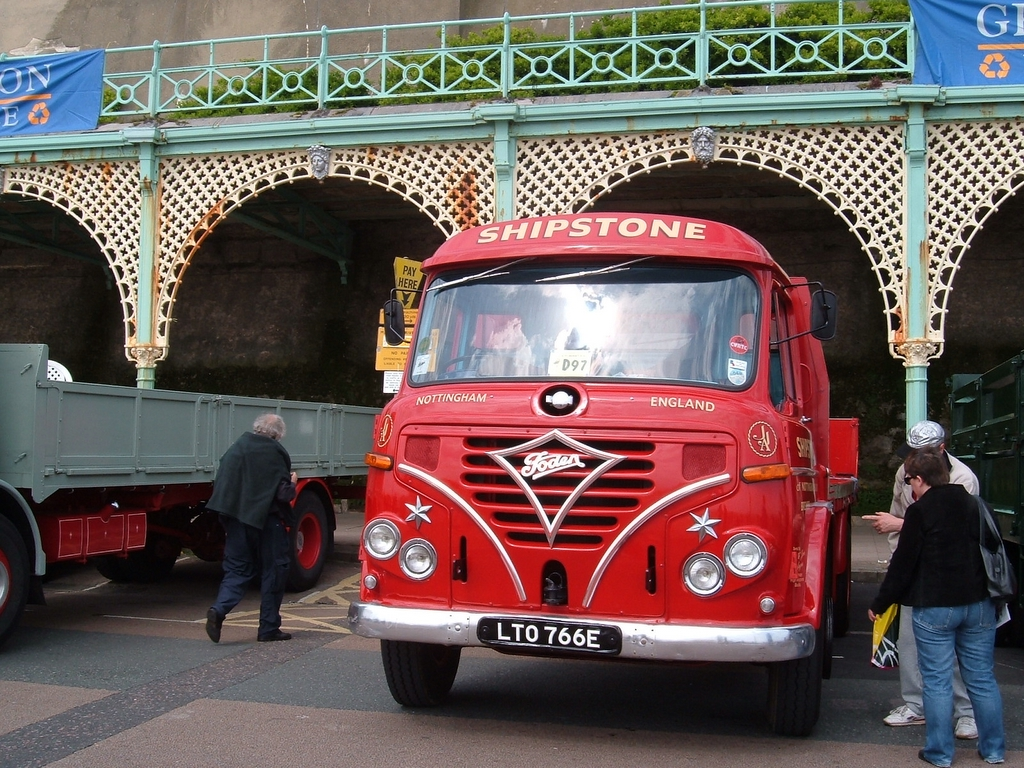
Camión de plataforma Foden S36 de 1967

En 1856, cuando Edwin Foden tenía tan solo 15 años, se convirtió en aprendiz de la compañía de fabricación de maquinaria agrícola Plant & Hancock. Después, dejó la compañía para iniciar una formación en Crewe Railway Works, pero regresó a Plant & Hancock con 19 años. Poco tiempo después, se convirtió en socio de la compañía. Cuando en 1887 George Hancock se retiró, la compañía fue rebautizada con el nombre de Edwin Foden Sons & Co. Ltd. (Hijos de Edwin Foden & Co. S.L.). La empresa producía enormes motores industriales, así como pequeños motores estacionarios de vapor y, a partir de 1880, locotractores para la agricultura.
Los camiones de vapor experimentales se empezaron a producir a comienzos del siglo XX. En 1878, se suavizó la legislación que afectaba al uso agrícola y, como resultado, Foden produjo una amplia gama de locotractores para la agricultura. El perfeccionamiento del locotractor compuesto en 1887 dio una gran ventaja comercial y más tarde demostró ser inestimable para el desarrollo del camión de vapor.
En 1896, se redujeron las restricciones que afectaban al transporte por carretera, lo que permitió a los vehículos de menos de 3 toneladas poder viajar a un máximo de 19 km/h (12 mph) sin ningún toque de atención. Era el momento idóneo para que Foden produjera una serie de cuatro prototipos de vagones, y así lo hizo. La experiencia que ganó gracias a esto permitió a Foden construir un vagón de 3 toneladas para la prueba de un camión autopropulsado de la Oficina de Guerra en 1901.
Este diseño era cada vez más rápido y económico en las arduas pruebas de carretera, pero quedó en segundo puesto ya que se decía que la entrada Thornycroft tenía un mejor rendimiento todo terreno. Sin embargo, el vagón de Foden fue el claro ganador para muchos comentaristas (el Parlamentario de Crewe cuestionó el resultado en el Parlamento). Este modelo fue la base para la exitosa línea de vehículos que se produjeron durante los siguientes 30 años. La gran mayoría de los camiones de vapor de Foden era overtype, pero también producía undertype, incluyendo el fallido E-type y el O-type «Speed-6» y «Speed-12», que era un vehículo mucho más moderno.

### El diésel y la nueva empresa ERF
En 1930, el hijo de Edwin Foden, Edwin Richard Foden (conocido por todo el mundo como E.R.) lideraba en ese momento la compañía que había heredado de su padre, y tanto él como su hijo Dennis y su hermano William vieron que el futuro estaba en la energía diésel, que se antepondría al vapor. Sin embargo, el resto de la junta directiva no lo veía así, por lo que a finales de 1932, dimitió del Consejo de administración; tuvo después unos años de amargas peleas y posteriormente se retiró; tenía 62 años y la junta de la empresa Foden lo había presionado para jubilarse, después de haber pasado toda su vida laboral en Foden. Su hijo Dennis no se podía permitir renunciar, pero no estaba preparado para tomar las riendas. Sin embargo, con una aportación financiera por parte de la familia inmediata se creó una nueva empresa en 1933 para diseñar y producir camiones diésel: E.R. Foden and Son Diesel, que en 1935 cambiaría su nombre por ERF simplemente, para evitar confusiones con la empresa original Foden. George Faulkener, emparentado con Dennis por un matrimonio, se convirtió en jefe de producción, y él y Ernest Sherratt, ambos exempleados de Foden, le ayudaron a diseñar un nuevo camión diésel, cambiando su producción casi inmediatamente, aunque la producción de vehículos de vapor continuó cada vez en menores cantidades hasta 1934. Convencieron a Edwin Richard Foden para que dejara su jubilación anticipada y liderara la nueva compañía. 
El primer camión diésel fue el C-14 (también conocido como el n.º 63, por la edad de Edwin R. Foden en ese momento), un modelo de 6 toneladas y 2 ejes con motor Gardner 4LW, caja de cambios David Brown, bastidor de Rubery Owen, ejes de Kirkstall Forge, frenos hidráulicos Lockheed y un servofreno Clayton Dewandre. La carrocería iba directamente sobre el bastidor. E.R. Foden and Son Diesel fabricaba sus camiones con piezas compradas de otras empresas, lo que supuso un cambio respecto a compañías como Foden o Leyland, que aun fabricaban con sus propias piezas. Después del éxito del C-14, la empresa lanzó en 1934 el C-15 con motor Gardner 5LW y caja basculante en las tres direcciones.
Edwin R. Foden siguió avanzando y creciendo en su nueva empresa, a pesar de que su sobrino, Ted Fode, abandonara la empresa en 1934. ERF siguió adelante añadiendo nuevos modelos, como el CI56I, con motor Gardner 5LW, el CI66I, con motor Gardner 6LW y el C1562, con motor Garnder 5LW.
En 1935, debido al cambio de opinión de uno de sus clientes, ERF desarrolló el primer camión de ocho ruedas de la compañía. Inicialmente el cliente pidió un camión de 18 toneladas, con 6 ruedas, 6x4, para después pedir uno de 22 toneladas y 8x4. Después de este, desarrollaron otros modelos de 8 ruedas, como el C1662 y el C1681, ambos con motor Gardner 6LW.
La junta directiva de la original empresa Foden, ya sin Edwin R. Foden, al ver el éxito que ERF había tenido con los camiones diésel y el hecho de que las compañías de seguros fueran cada vez menos propensas a asegurar las calderas de vapor, se dio cuenta de que los motores de combustión interna eran imprescindibles para la supervivencia de la línea de vehículos comerciales de la empresa. Por tanto, algunos directivos con pensamiento más progresista habían empezado a probar con vehículos de gasolina, para después centrarse en los motores diésel, como los R y los S. Con el regreso de William Foden de Australia se empezaron a fabricar los primeros camiones diésel de la compañía, lo que disparó su fortuna. En un principio Foden empleó estos motores primero en camiones y más tarde en vehículos comerciales para trabajos pesados, como tractores lastrados con barra de enganche.
La posguerra supuso en un principio la reintroducción de los modelos antiguos con pocos cambios, aunque Foden entró en el mercado de los chasis de autobuses en 1946 (en los años 30 se habían construido algunos prototipos, incluyendo uno de dos pisos). En 1950 desarrollaron un modelo con motor trasero, 7 años antes de que saliera el Leyland Atlantean. Aunque el PVR de Foden tenía una sola planta, el soporte cruciforme del chasis que Foden utilizó hizo que la ubicación del motor bajo el suelo, como en los competitivos AEC Regal IV, Leyland Royal Tiger o Daimler Freeline, no fuera posible. Los camiones FE y FG completamente nuevos salieron al mercado en 1948, junto con el nuevo motor diésel Foden FD6 de dos tiempos, que se convirtió en el motor de serie para algunos camiones Foden muy pesados, como el S18 FE6/15 Rigid Eight-Wheeler, siendo el S18 FG6/15 la versión opcional con motor Gardner 6LW (la denominación S18 se refiere a la nueva cabina que se produjo para la nueva gama). El motor de dos tiempos FD6, junto con los motores Gardner, también se instaló en los autocares y autobuses de Foden. Solo un Foden PVD de dos pisos tenía el motor Foden pero era común en los PVS y PVR de un solo piso, especialmente cuando se ponía en práctica porque tenía más revoluciones que el Gardner 5LW o el 6LW. La producción de autobuses y autocares cesó en 1956, pero el último chasis abandonó la fábrica en 1959, cuando se registró como 367CKA y recibió una recién sacada carrocería Panorama de Plaxton. 
En 1958, se introdujo el ligero plástico reforzado con vidrio (PRFV) utilizado en la producción de cabinas, y esto llevó a la producción en masa en 1962 de la primera cabina basculante de origen británico. La primera cabina Foden GRP fue el distintivo modelo S21. La prensa de vehículos comerciales en un principio apodó al S21 como Spaceship (nave espacial) y Sputnik, pero era más conocido por el nombre de Mickey Mouse. La cabina S20 de metal y madera, más tradicional, lanzada al mercado en 1956, se siguió instalando en muchos camiones Foden hasta por lo menos 1963; después solo se instaló en vehículos especiales hasta 1968. La ya mencionada cabina basculante GRP, introducida en 1962, se denominó S24. La producción de la cabina S21 continuó hasta 1969.

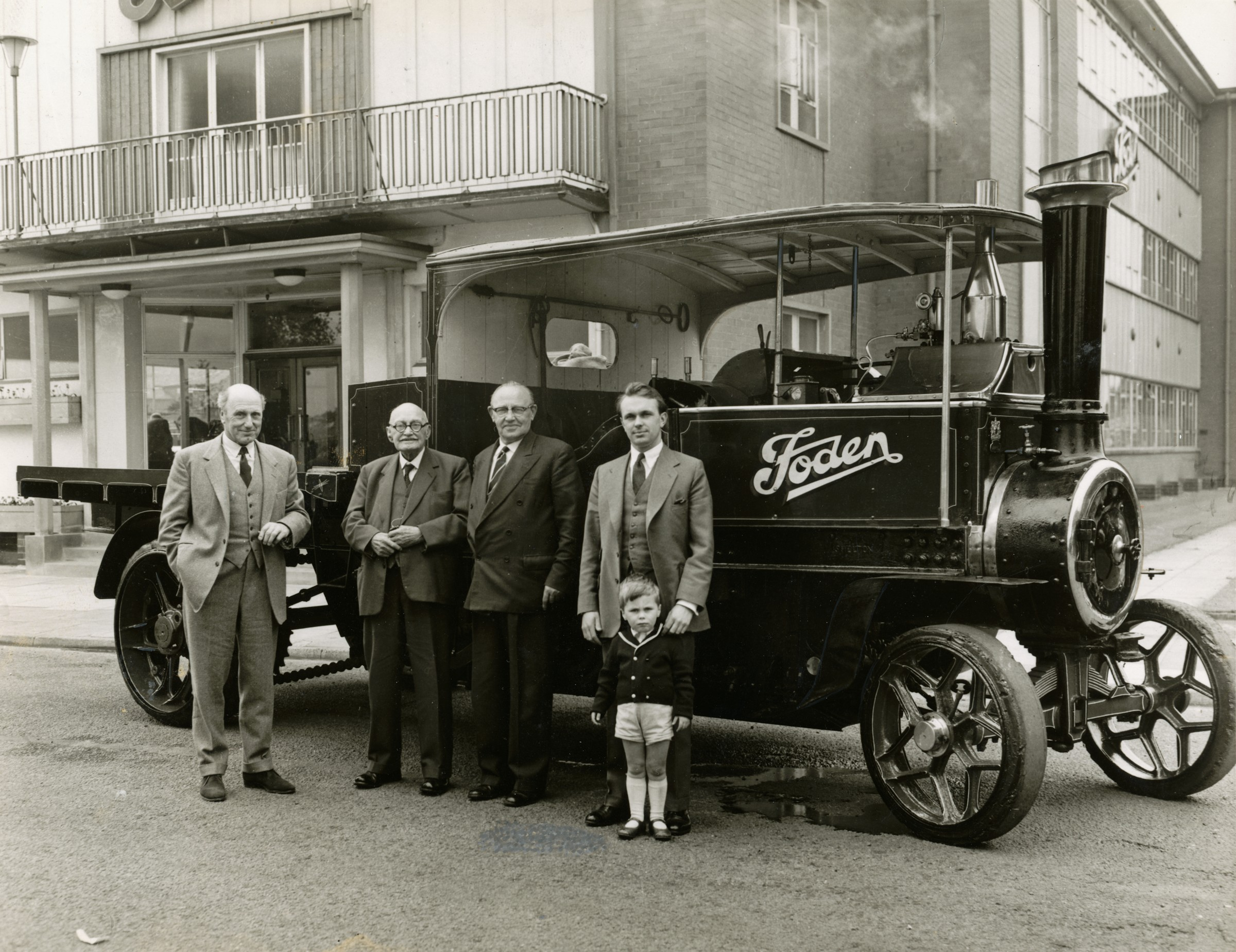
La familia Foden, en el exterior de la fábrica Elworth, c. 1961. De izquierda a derecha: (1) James Edwin Foden, hijo de William Foden, (2) William Foden, hijo del fundador Edwin Foden, (3) Reginal Gordon Foden, hijo de William Foden, (4) David Colville Foden, hijo de James Edwin Foden, (5) Hugh Foden, hijo de David Colville Foden. El vehículo es el Pride of Edwin (orgullo de Edwin), un conjunto motorizado de 5 toneladas, que ahora alberga el Museo de Ciencias de Londres, en su establecimiento de Wroughton.

En 1964, un cambio en las regulaciones de construcción y uso dio ventaja a los vehículos articulados sobre los antiguos diseños rígidos y se introdujo un nuevo modelo para competir en el mercado de las 32 toneladas. Más del 75% de los chasis pesados vendidos en Gran Bretaña en los años posteriores fueron tractocamiones. 

### Caída y absorción
Se desarrolló una enorme y nueva instalación de producción a principios de los 70 en un terreno no urbanizado, adyacente a la fábrica de Foden. La nueva planta se diseñó para una capacidad anual de 6000 camiones, basándose en la expectativa de un continuo crecimiento de las ventas y exportaciones de camiones. En su lugar, el mercado colapsó. El gasto y la recesión económica de ese periodo provocaron que Foden pasara por dificultades económicas en diciembre de 1974. El gobierno laborista de Harold Wilson le daba apoyo. Foden tuvo dificultades ya que su mercado local continuaba deprimido. No fue hasta 1977 o 1978 cuando Foden volvió a tener una rentabilidad razonable. Los importantes contratos con el Ministerio de Defensa para suministrar vehículos militares ayudaron a su recuperación. El ejército necesitaba cabinas de fibra de vidrio (reforzadas para uso militar), lo que significaba que los camiones civiles de Foden se construían de la misma manera.
Después de un periodo de quiebra en 1980, la compañía fue adquirida por la firma estadounidense Paccar, convirtiéndose en una división de esa compañía. En 1986, la mano de obra de Foden era de 450 trabajadores, comparados con los 3000 que tuvo en su mejor momento. Foden se especializó en camiones altamente personalizables, ofreciendo cualquier pintura, cualquier tren de potencia disponible, e incluso también se fabricaron pequeñas cantidades de camiones petroleros</ref> Kenworth C500 de parabrisas dividido en la planta de Sandbach.
En 1998 Paccar adquirió Foden que se convirtió en una subdivisión de Paccar, además de absorbióLeyland Trucks, por lo que la producción independiente de Foden cesó y fue remplazada por modelos de camiones DAF rebautizados como Foden (Paccar había adquirido DAF en 1996). Estos vehículos eran los de la serie 2000, de peso medio, y las series 3000 y 4000, de alto rendimiento. habían tenido tanto motores Caterpillar (los primeros del Reino Unido), Detroit Diesel o Cummins ISMe. Sin embargo, gracias a la inyección económica de Paccar, el modelo Alpha volvió a situar a la empresa a la cabeza de la industria de camiones pesados. El Alpha surgió de un nuevo diseño de la gama 3000 que dejó de utilizar las cabinas de fibra de vidrio estratificada, para pasar a tener una cabina de acero muy similar a la del DAF de Paccar. Se podía utilizar tanto para el transporte como para la construcción, e iba equipado con un motor Cummins o Caterpillar, con una potencia máxima de 450 CV.

## Cese de la empresa

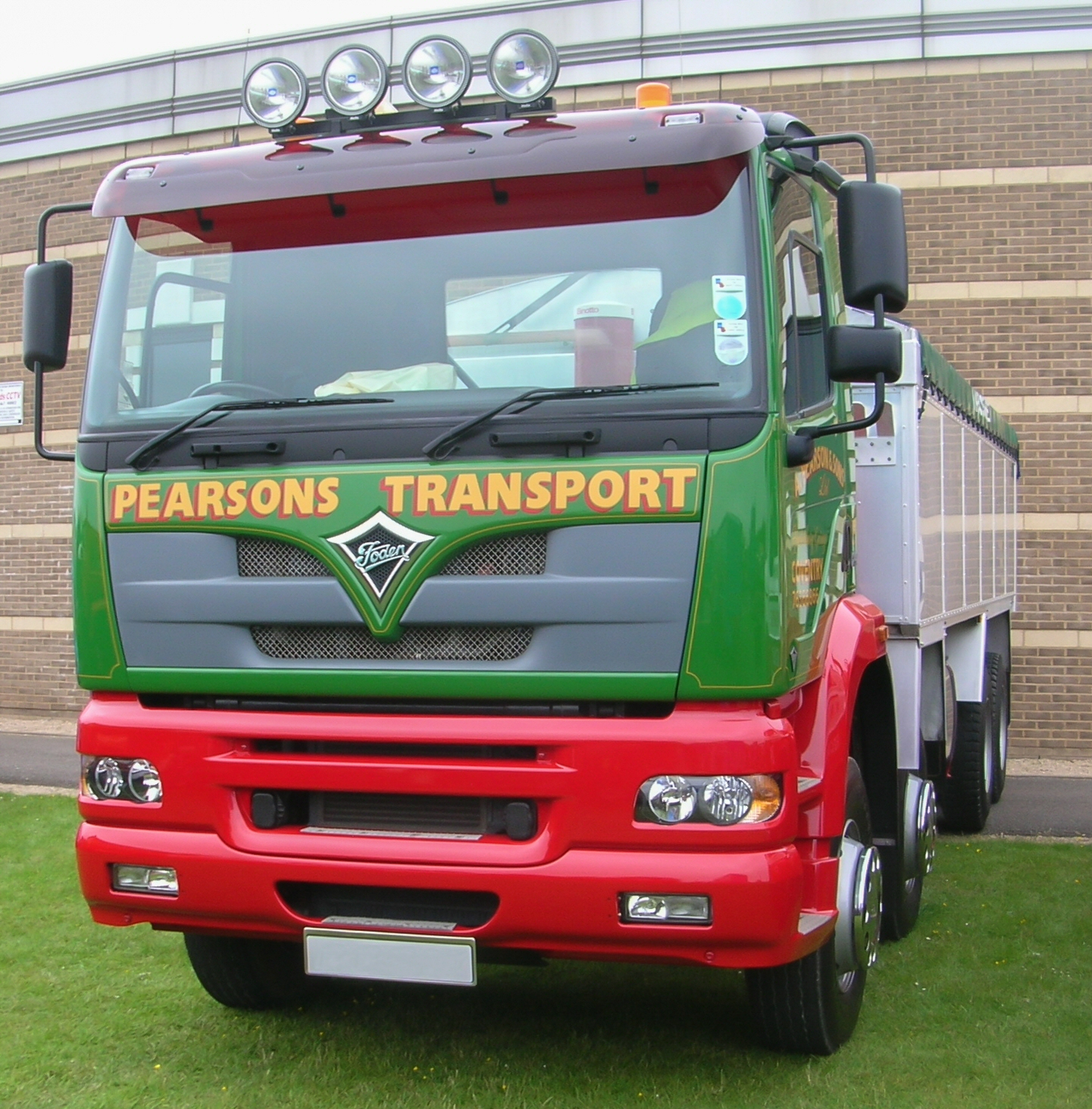
Foden Alfa 3000 de 2004

En 2005, Paccar anunció que la producción de Foden probablemente acabaría en 2006. La explicación que dieron fue que se finalizaría la producción de Foden para liberar capacidad de producción en Leyland Trucks para así permitir un incremento del volumen de camiones DAF.
El último Foden se produjo en julio de 2006, poniendo fin a 150 años de fabricación de camiones Foden. El último vehículo que salió de la cadena de producción en la fábrica de Leyland fue un camión rígido 8x4, que fue entregado al cercano Museo Británico de Vehículos Comerciales.